# Regiane Tápias
Regiane Tápias dos Santos (Limeira, 23 de junho de 1978) é uma apresentadora e jornalista brasileira. Em 2006 foi contratada pela TV Gazeta, no qual começou no BestShop TV e, de 2012 a 2023, apresentou o Revista da Cidade, e de 2023 a 2025, o programa Mulheres, junto com Pâmela Domingues.

## Carreira
Em 1994, aos 15 anos, realizou um teste para apresentar a previsão do tempo na TV Jornal, de Limeira, já visando cursar a faculdade de jornalismo assim que formada no ensino médio, passando e ficando por três anos no cargo. Em 2001 foi contratada pela EPTV, afiliada da Rede Globo, onde começou a trabalhar como repórter do Jornal da EPTV. Em 2003 mudou-se para Salvador quando foi contratada pela TV Itapoan. Em 2006 assinou com a TV Gazeta e começou a apresentar o programa de vendas BestShop TV ao lado de Viviane Romanelli e Cláudia Pacheco, no qual ficou por quatro anos. Em 2010 passou a comandar o programa de variedades Mix Mulher nas manhãs de sábado, sendo uma extensão do Mulheres, exibindo as melhores entrevistas e reportagens do semanal. Em 2011 Regiane se afasta para licença-maternidade e o programa é tirado do ar, sendo que a apresentadora volta meses depois para cobrir as férias de Cátia Fonseca no Mulheres. Em 2012 passa a apresentar o TV Culinária, ficando apenas alguns meses no ar antes de receber um convite para comandar seu próprio programa. Em 2 de abril de 2012, com a extinção do Manhã Gazeta, estreia no comando da revista eletrônica Revista da Manhã (originalmente Revista da Cidade), mesclando variedades e jornalismo e indo ao ar diariamente nas manhãs da emissora. Após 11 anos apresentando o Revista da Cidade, a emissora decidiu tirar o programa do ar, e por isso Regiane assumiu a apresentação do Mulheres (programa de televisão) junto com Pâmela Domingues. Tápias ficaria no programa até 11 de fevereiro de 2025, quando anunciou quatro dias antes a recisão de contrato com a TV Gazeta por problemas familiares, deixando a emissora após 19 anos.

## Vida pessoal
Quando criança passou a dançar ballet, ficando nas aulas até os 14 anos. Em 1997 passou no vestibular para jornalismo na Universidade de Ribeirão Preto (UNAERP), formando-se em 2000. Regiane se casou em 2005 com o diretor financeiro Maurício Henrique dos Santos. Em 2010 revelou que estava grávida de sua primeira filha, Lunna, que nasceu em 12 de maio de 2011. Em 14 de dezembro de 2012 nasce seu segundo filho, Théo. Já sua terceira filha, Liz, nasceu dia 2 de janeiro de 2018.

## Filmografia
| Ano     | Título            | Cargo             |
| ------- | ----------------- | ----------------- |
| 1994–97 | Jornal da Cidade  | Previsão do tempo |
| 2001–03 | Jornal da EPTV    | Repórter          |
| 2003–05 | TV Itapoan        | Repórter          |
| 2006–10 | BestShop TV       | Apresentadora     |
| 2010–11 | Mix Mulher        | Apresentadora     |
| 2012    | TV Culinária      | Apresentadora     |
| 2012–23 | Revista da Cidade | Apresentadora     |
| 2023–25 | Mulheres          | Apresentadora     |